# Niegławki
Niegławki (niem. Näglack) – osada w Polsce położona w województwie warmińsko-mazurskim, w powiecie ostródzkim, w gminie Miłakowo.
W latach 1975–1998 miejscowość administracyjnie należała do województwa olsztyńskiego.
W latach 1945–46 miejscowość nosiła nazwę Nuklawki
Wieś wzmiankowana w dokumentach z roku 1305 jako wieś pruska na 6 włókach. Pierwotna nazwa Naydelauken wywodzi się od imienia Prusa – Noyda (pruskie lauks oznacza pole, pole osadnicze, porównaj Najdymowo). W roku 1782 we wsi odnotowano 10 domów (dymów), natomiast w 1858 w czterech gospodarstwach domowych było 71 mieszkańców. W latach 1937–39 było 69 mieszkańców. W roku 1973 jako osada Niegławki należały do powiatu morąskiego, gmina Miłakowo, poczta Włodowo.